# Moaxiphia
Moaxiphia är ett släkte av steklar. Moaxiphia ingår i familjen halssteklar.
Moaxiphia är enda släktet i familjen halssteklar.
Kladogram enligt Catalogue of Life:
| Moaxiphia | \| \| Moaxiphia deceptus \| \| \| \| \| \| Moaxiphia duniana \| \| \| \| |
|           | \| \| Moaxiphia deceptus \| \| \| \| \| \| Moaxiphia duniana \| \| \| \| |
|           | Moaxiphia deceptus                                                       |
|           |                                                                          |
|           | Moaxiphia duniana                                                        |
|           |                                                                          |